# クルアーン
- コーラン
- コラーン

クルアーン（アラビア語: اَلْقُرْآنُ‎, 転写: al-Qurʾān, IPA: [al qurˈʔaːn]、日本語で多い表記はコーラン）は、イスラム教（イスラーム）の聖典である。意味は「読誦すべきもの」。イスラームの信仰では、クルアーンは最後の預言者であるムハンマド・イブン＝アブドゥッラーフに、彼が40歳の頃からおおよそ23年間にわたって、大天使ジブリール（ガブリエル）を通して神（アッラー）から啓示されたものであるとされている。ムハンマドの生前に多くの書記によって記録され、死後にまとめられた現在の形は114章からなる。その宗教的な重要性に加えて、クルアーンはアラビア文学の最高傑作ともみなされており、現在に至るまでアラビア語に多大な影響を与え続けている。
イスラム教においてはクルアーンは単純な黙読よりも音読に重点が置かれ、礼拝において必ず詠唱される。この中でも特に、開端章は頻繁に読まれる。クルアーンを暗記すること（＝ハーフィズ）はムスリム（イスラム教徒）の間で重要なこととされており、これを成し遂げた者は大きな名声を得る。

## クルアーンの成立と正典化
クルアーンの成立経緯は、クルアーン自体とハディース（預言者ムハンマドの言行録）、およびムスリムの伝承によれば、以下の通りである。
アラビア半島ヒジャーズ地方の町マッカ（メッカ）の商人であったムハンマドは、40歳ほどであった西暦610年頃に、迷うところがあってしばしばマッカ郊外のヒラー山の洞窟で瞑想していた。ある日の瞑想中に突然、大天使ジブリールが彼のところにあらわれ、神から託された第一の啓示を与えた（この最初の啓示時期はラマダーン月のライラトルカドルという説がある）。
ムハンマドは当初これをジン（魔人）に化かされたものかと思い怖れたが、やがて真に神から与えられた啓示と信じて、自ら啓示を受け取って人々に伝える使徒としての役割を務めることを決意した。そうして啓示はムハンマドが死ぬまで何回にも分けて下された。
ムハンマド自身は文盲であったため、彼を通じて伝えられた啓示はムハンマドと信徒たちの暗記によって記憶され、口伝えで伝承され、また書記によって記録され伝承された。また、啓示されたクルアーンの一部は、ムハンマドの生前から彼に直に接した信徒たちによって木の板や棕櫚の葉、石などに文字としてその都度記録されていたことはハディースなどでも伝えられている。しかし後にムハンマドに直に接して啓示を記憶した者たちが虐殺されるようになり、記憶を留めるためにクルアーンを一冊にする作業が始められた。このように書物の形にまとめられたクルアーンをムスハフという。
まとめられる以前は、イスラーム共同体全体としての統一した文字化が行われなかったため、次第に伝承者や地域によって内容の異同や、伝承者による恣意的な内容の変更、伝承過程での混乱が生じ始めており、問題となっていた。
これに対し危機感が抱かれ、初代正統カリフのアブー・バクルの時期（632年 - 634年）に、ムハンマドの秘書を務めたザイド・イブン＝サービトによって、初のクルアーンの編纂が行われ、続いて、第3代正統カリフのウスマーン・イブン・アッファーンがクルアーンの正典化を命じ、650年頃、再びザイド・イブン＝サービトを中心として、クルアーンの編纂が行われて1冊のムスハフ（ウスマーン写本）にまとめられた。ウスマーンは公定ムスハフを標準クルアーンとし、それ以外のムスハフを焼却させた。このためウスマーン版を除くムスハフは現在までのところ発見されておらず、クルアーンに偽典や外典の類は存在しないとされる。

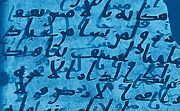
クルアーン（紫外線の下でのサナア写本）

1972年に発見されたサナア写本には、ウスマーン版以前のものと考えられるクルアーンの断片が含まれており、従来、ウスマーン版以外のクルアーンの内容を伝えるものとして唯一のものとされてきた。しかし、2015年になってイギリス英国バーミンガム大学に保管されてきたバーミンガムコーラン写本に使われている羊皮紙を放射性炭素年代測定法で測定したところ、ムハンマドが生きていた時代に重なる568年 - 645年のものであることが判明し、ウスマーン版以前のものとしては現存する最古の写本であると考えられている。この写本は2ページ現存しており、スーラの第18章から20章の一部が書かれている。

## 特徴

### イスラム教における位置付け
クルアーンは、神がムハンマドを通じてアラブ人にアラビア語で伝えた神の言葉そのものであるとされ、聖典としての内容、意味も、言葉そのものも全てが神に由来する。
クルアーンが神の言葉そのものであることを信じることはイスラム教の信仰の根幹である。イスラーム神学では、クルアーンは神の言葉そのものである以上、神に由来するもので、神の被造物には含まれない。クルアーンを記した文字や本、クルアーンを人間が読誦したときにあらわれる音は、被造物である人間があらわしているので被造物の一部であるが、その本質である言葉そのものは、本来は被造物の世界に存在しない神の言葉である。従って、神の言葉であるクルアーンが地上に伝えられていることそれ自体がムハンマドに対して神がもたらした奇跡であると主張される。

### 内容
アラビア語圏では、単に宗教的な解説書ではなく、文学としても第一級品であるといわれる。事実、書かれている（あるいは説かれている）文章の意味をあまり理解できない者でも、そのアラビア語の美しさに引かれて改宗した者も多くいたという。もともと、戦や争議において詩の優劣で勝敗を決めるという手法を方策の一つとして採用していたアラビア人達を説得するだけの優れた内容を持っていたことから、ムスリムの間ではクルアーン自体が普通の人間にはつくることのできないような優れた文学であることが、クルアーンが神の奇蹟であることの証明であると考えられている。
また、口語と文語の開きが大きくなった現在では、文章語の模範テキストであるとされ、出版物などはクルアーンの言葉（フスハー）で書かれることが多い。
クルアーンの各章は一度に下された啓示のまとまりであり、下された時期を基準として、ヒジュラ（イスラーム共同体のマッカからマディーナ（メディナ）への移転）を境とするマッカ啓示とマディーナ啓示に大別される。
マッカ啓示は、ムハンマドが啓示を受け始めた直後に属するものを含む。これらは非常に短いものも多く、内容は唯一神への信仰や終末に対する警告など宗教的情熱を伝える点が特徴的である。その少し後、イスラーム共同体が形成され始めてからは、信者に信仰を促すような啓示が多い。マッカ啓示で信仰的な信条に関する啓示が語り終えられたことから、続くマディーナ啓示では、イスラーム共同体の法規定や、信徒同士の社会生活に関して言及する啓示が多い。
クルアーンで描かれるアッラーフは、バスマラ（「慈悲深く慈愛あまねき神の御名において」という意味の決まり文句）に象徴されるように慈悲深さ、優しさをその性質の基底としていることが強調される。ただし、不義を行う者に関してはしばしば怒りをあらわにし、相応の懲罰を課す場面も見られ、この点では旧約聖書の神の性格とも似る。

#### クルアーンと生き物

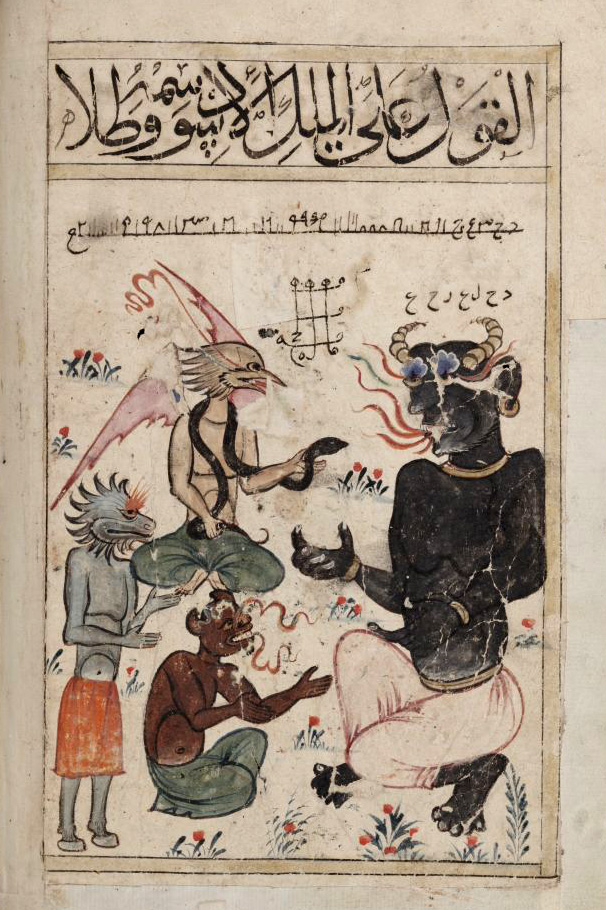
ジンの黒王マリク（「Kitab'el Bulhan」、14世紀）

ラクダは複数扱い、雌、雄という語彙区分で多く登場する。
ロバは2-259節、16-8節、31-19節、62-5節、74-50節の5か所に登場する。
イヌは7-176節、18-18,22節に言及がある。
蜘蛛は第29章の章題とされている。

## 構成
ウスマーン版のクルアーンは、全てで114の章（スーラ）からなり、スーラは節（アーヤ）に分かれている。各章はムハンマドに下されたひとつひとつの啓示であるが、長短は非常に大きなばらつきがあり、もっとも短い第108章「潤沢」には3節しかなく、もっとも長い第2章「牝牛」は286節ある。また、章の分け方とは別に、読誦するときに一度に読む目安となる分量ごとに全体を30等に分割したジュズウという巻に分かれており、ラマダーン月などに、1日に1巻ずつ読誦すると1ヶ月で全てを読誦できるようになっている。
章の構成は、第1章「開扉」を例外として、概して長い章から短い章へ向かう方針で編纂されており、時系列はばらばら。しかし、後代のウラマー（イスラームの学者の総称）らの研究によりおおよその推測がなされるようになった。そこでクルアーンの章を時期別に大きく三つに区分することができる。第1期はムハンマドが初めてアッラーフの啓示を受けてからの初期段階、第2期は大衆への伝道を進め、メッカにおける迫害が厳しくなった時期、第3段階はヒジュラ（ムハンマドがメッカの迫害を逃れてメディナへ移ったこと）以降の啓示である。
それぞれの特色を述べると、第1期は啓示が押し並べて短い。この時期はムハンマド自身がイスラームの境地を見出そうとしているときであり、信奉者もごく少数の身内が主であった。初めてアッラーフの言葉を聞いた当初のものとされるクルアーンの記述を見ると、ムハンマドのアッラーフの言葉へ対する畏怖の念が強く出ているのが興味深い。啓示も神の創造と世界の終末を厳かに語り、アッラーフの権威付けを行っている。そして詩的で力強い。
第2期の特徴としては、約80章もの啓示が下り、分量が多いことと、内容が説話的であるということである。ただし、旧約聖書や新約聖書に比べると、クルアーンはストーリー性を重視していないきらいがあり、かなり端折ったりしている。この頃になると一般大衆の信奉者が増え、危機感を持ったクライシュ族による迫害が始まる。ここで改めてイスラームの正当性を主張し、ムスリムの結束を呼びかけているのである。
第3期の特徴としては、一章あたりの啓示が長いこと。内容としては法制的で、イスラーム社会の規律についてしきりに述べている。クライシュ族の迫害を逃れ、メディナに逃れると、クライシュ族や現地のユダヤ教徒との対抗の必要上、イスラームの共同体であるウンマがここで形成される。そこで信徒の生活に深く介入し、きわめて政治的な啓示が述べられているのである。

### 聖書とクルアーンの記述の食い違い

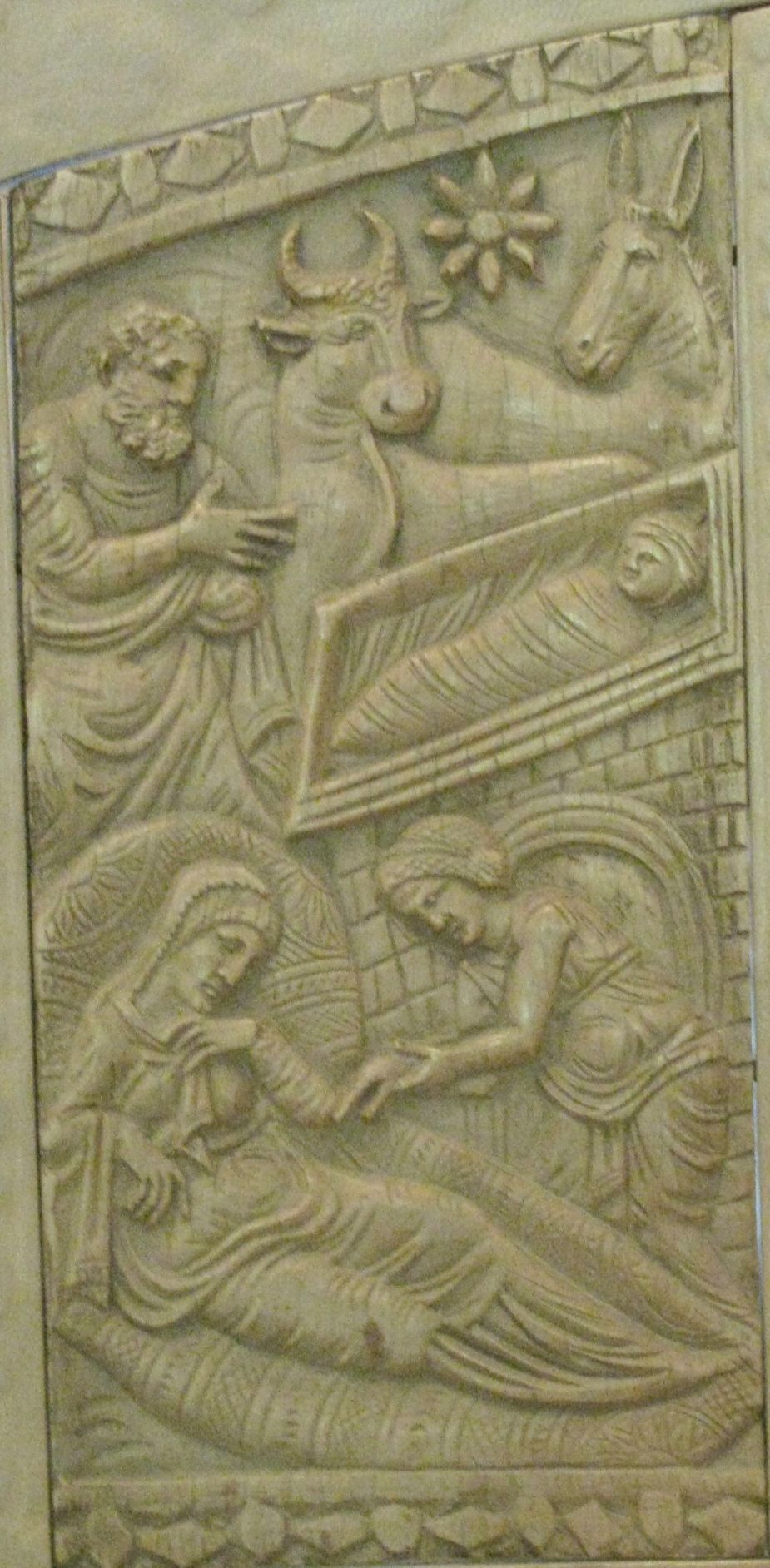
聖母マリア（Surah Maryam）

### 翻訳の是非

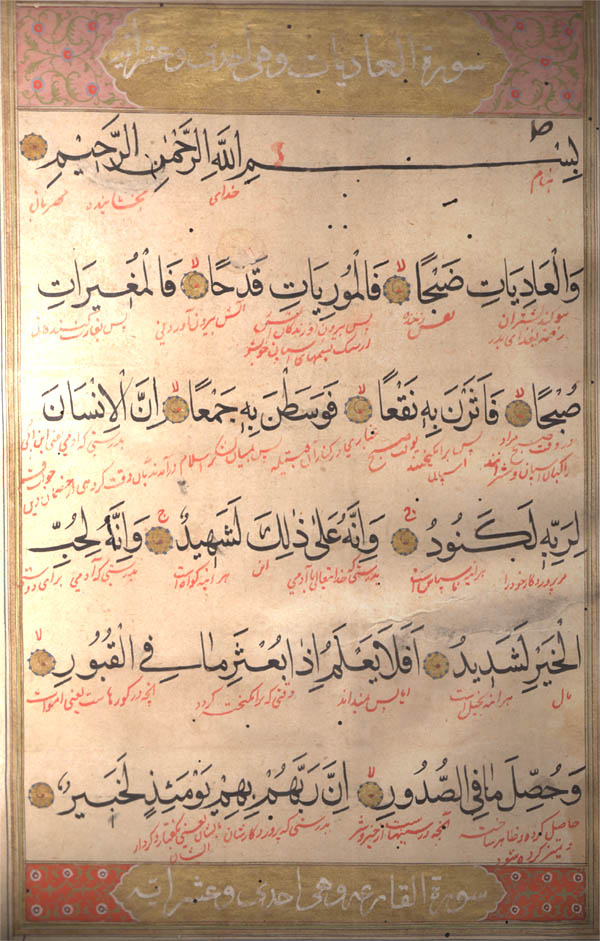
ナスフ体によるクルアーンの章句。10世紀に訳されたタバリーの『大タフスィール』ペルシア語版（写本は18世紀のもの）。アラビア語各単語とそれに対応する朱字のナスタアリーク体によるペルシア語の訳文。タフスィールの一種。

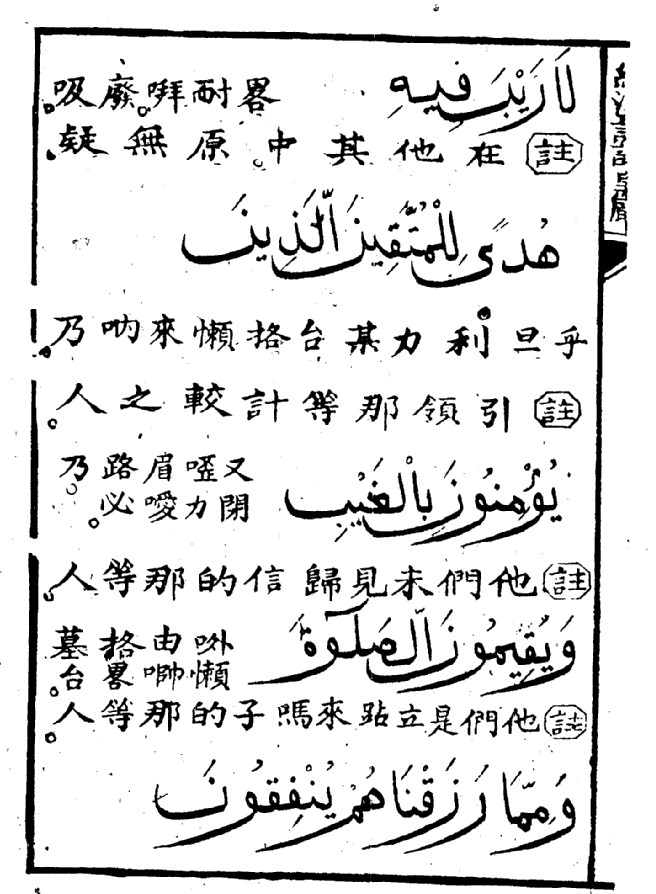
中国語によるクルアーンの訳文